# Clint Capela

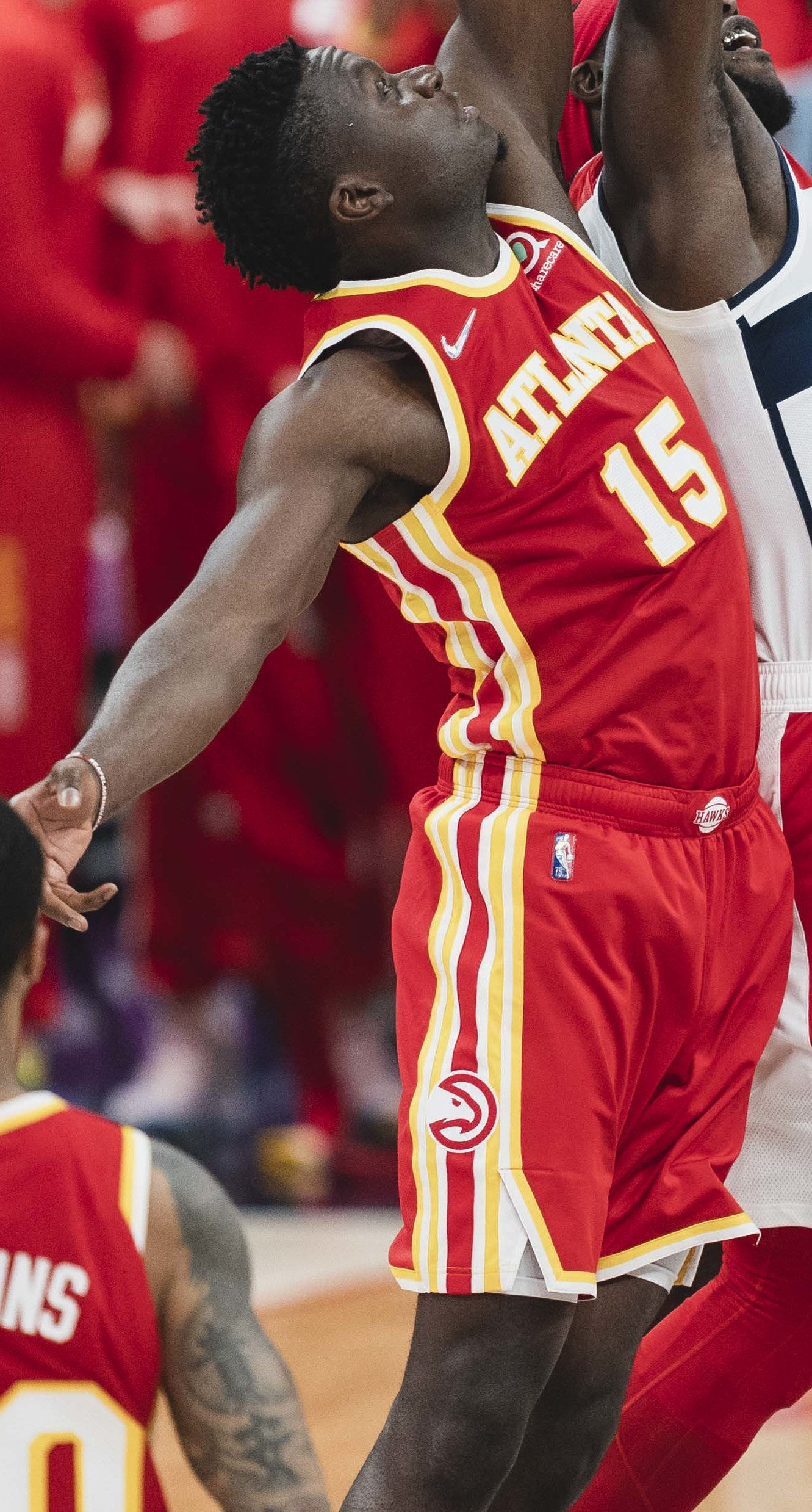
Clint Capela, 2021.

Clint Capela, född 18 maj 1994 i Genève, är en schweizisk professionell basketspelare (C) som spelar för Houston Rockets i National Basketball Association (NBA). Han har tidigare spelat bland annat för Atlanta Hawks.
Capela draftades av Houston Rockets i första rundan i 2014 års draft som 25:e spelare totalt.